# Wadelheim

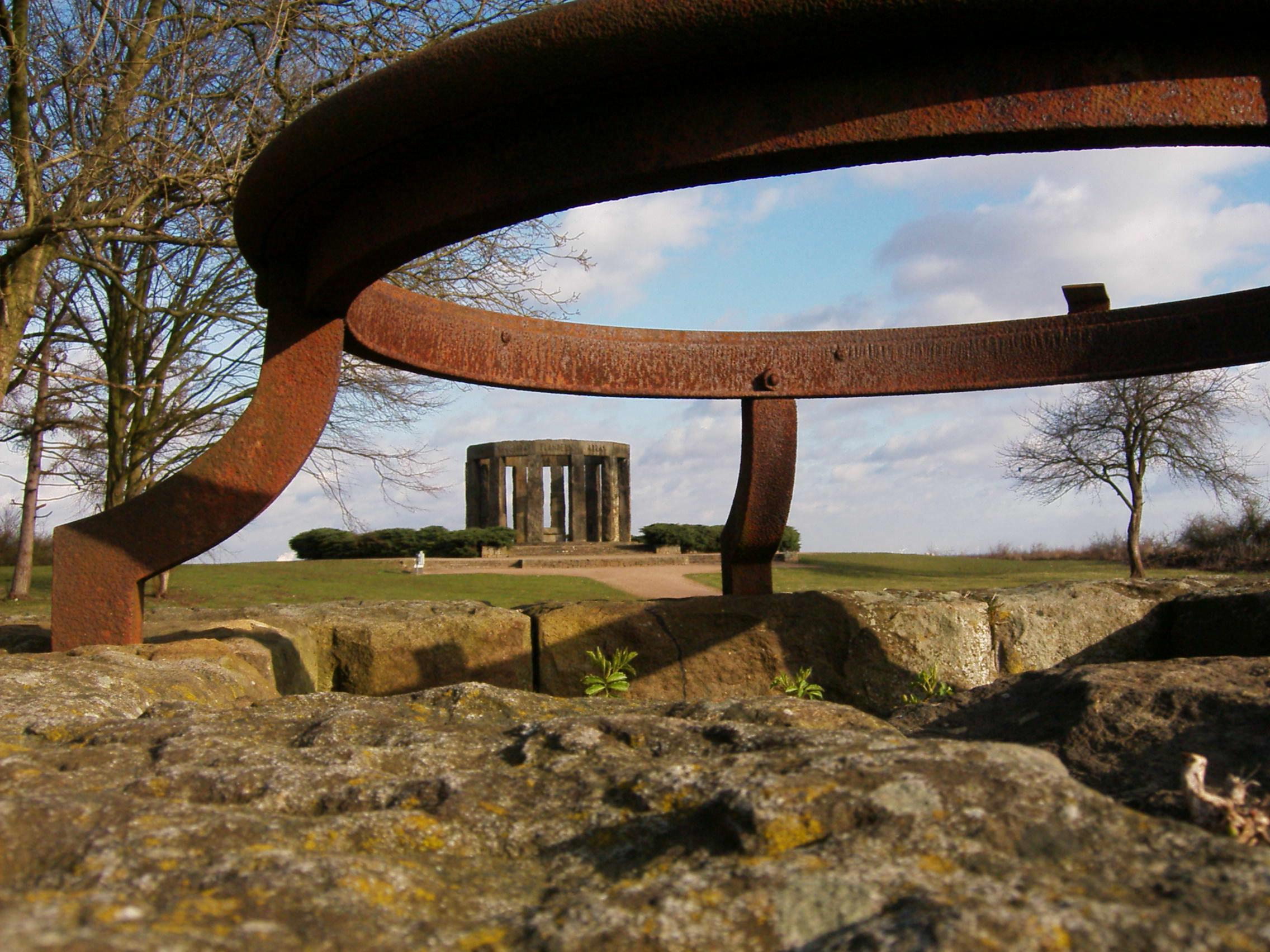
Kriegerehrenmal Hünenborg auf dem Thieberg

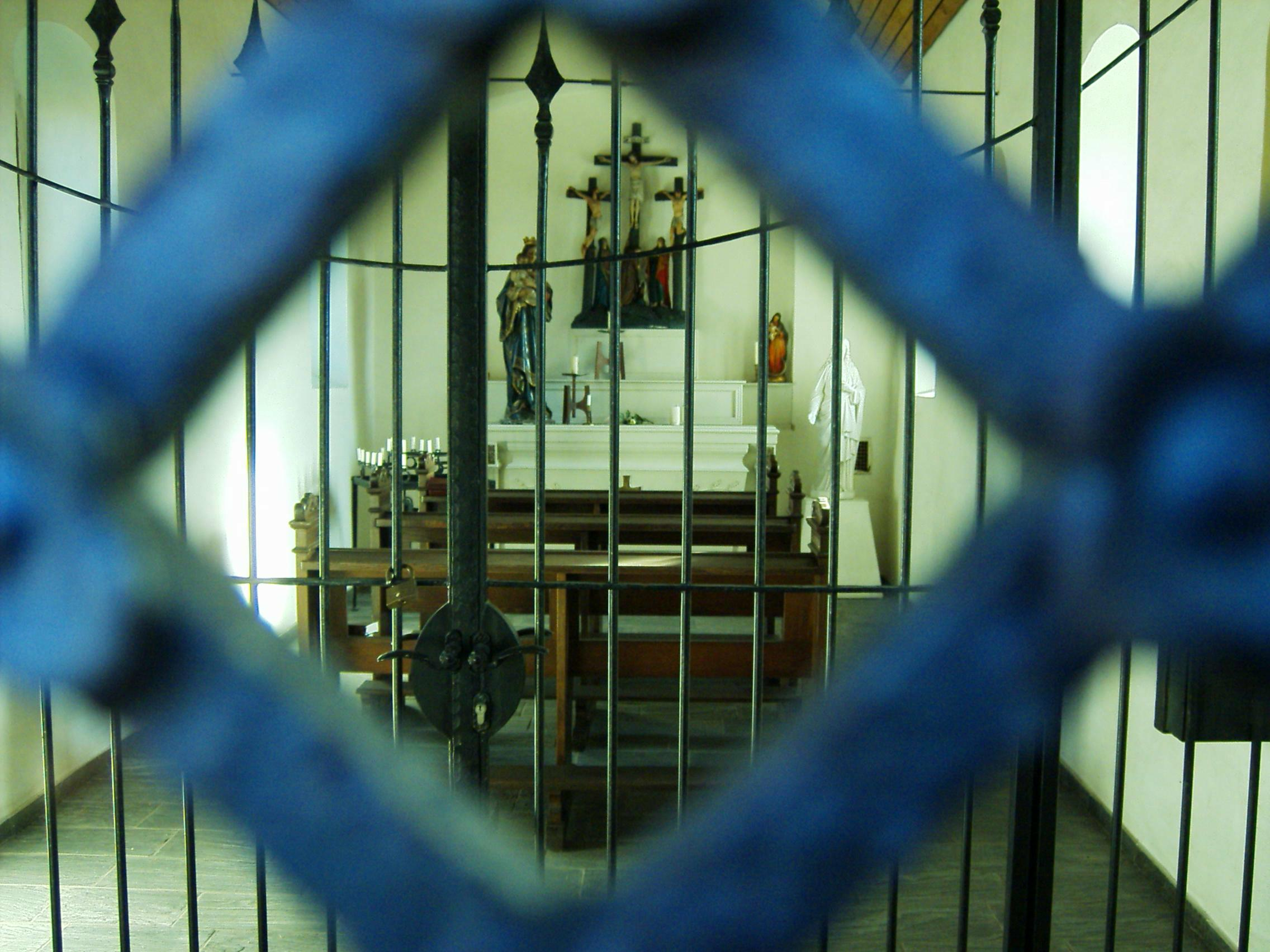
Thiekluse, Prozessionskapelle in Wadelheim

Wadelheim ist ein westlicher Stadtteil von Rheine in Westfalen. Der Ort gliedert sich in die Gegenden Kloddenhook, Boumhook, Uhlenhook und Devesfeld. Wadelheim liegt auf dem Thieberg und nördlich davon und grenzt im Westen an die Neuenkirchener Bauerschaft Landersum. Wadelheim hat 3.561 Einwohner (31. Dezember 2017).

## Etymologie
Das Wadel in der Ortsbezeichnung Wadelheim stammt entweder von dem germanischen Gott Wodan oder es lässt sich vom niederdeutschen Wort water (Wasser) ableiten; das -heim ist dagegen ein häufiger Bestandteil von Ortsnamen. Die Bauerschaft Wadelheim wird um das Jahr 1000 n. Chr. in der Urkunde einer Gräfin Reinmod von Cappenberg als Wathalhem erwähnt. Um das Jahr 1400 nennt es ein Register dann auch Wadelheim. Dazwischen tauchten Namen wie Wodanheim und Wadelhem auf.

## Geschichte
Im Jahre 1677 wurde die Thiekluse, eine kleine Kapelle, erbaut. Um 1800 hatte die Bauerschaft fast 40 Wohnhäuser und knapp 250 Einwohner. Um etwa 1800 wurde eine Schule eröffnet, 1979 wurde der Schulbetrieb eingestellt. Heute ist im Gebäude ein Kindergarten untergebracht.
1897 wurde die Wadelheimer Chaussee gebaut, die den nördlichen Teil von Wadelheim durchzog.
1905 wurde Wadelheim an die neu erbaute Bahnstrecke Ochtrup–Rheine mit eigenem Bahnhof angeschlossen. Der Personenverkehr endete bereits im September 1969. Im Jahre 1988 wurde der Güterverkehr, der zuletzt nur noch bis Wettringen lief, eingestellt. Die Trasse dient heute als Rad- und Wanderweg.
Die Zugehörigkeit Wadelheims wechselte zwischen 1800 und den 1970er Jahren mehrfach. So wurde um 1840 das Amt Rheine gegründet, zu dem Wadelheim bis 1974 gehörte, außerdem wurde bereits am 1. April 1927 ein Teil von Wadelheim ausgegliedert und der Stadt Rheine zugeordnet.
Heute ist Wadelheim ein Stadtteil, der sowohl landwirtschaftlich als auch als stadtnahes Wohngebiet genutzt wird.
In Wadelheim entspringt der Randelbach, welcher Wadelheim und Bentlage durchfließt und nach ca. 5,9 km in die Ems mündet.